# Ernst Heinrich von Dechen

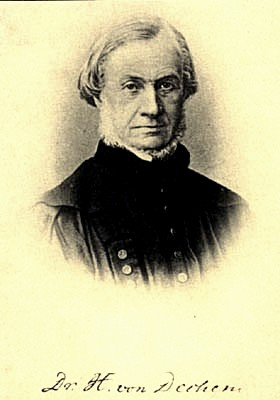
Ernst Heinrich von Dechen

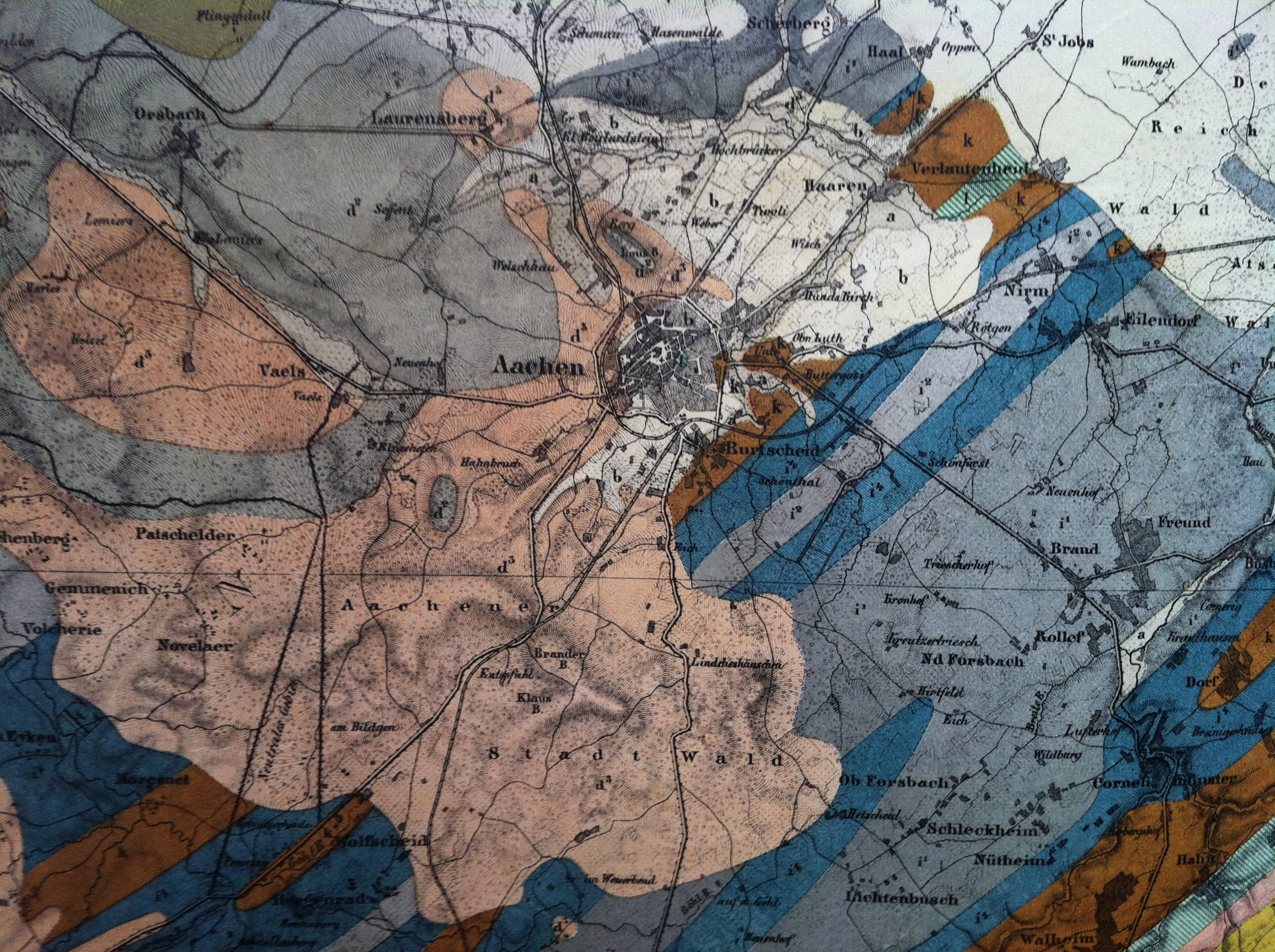
von Dechens Geognostische Karte, Section Aachen (Ausschnitt)

Ernst Heinrich Carl von Dechen, genannt Heinrich, (* 25. März 1800 in Berlin; † 15. Februar 1889 in Bonn) war ein Professor für Bergbaukunde, Geologe und Erfinder.

## Leben
Er studierte ab 1818 an der Bergakademie in Berlin und war ab 1821 zunächst Bergreferendar, setzte seine Ausbildung in den Bergämtern Bochum und Essen und im Ministerium für Bergbau in Berlin fort, reiste 1826/27 nach Schottland und England und wurde 1831 Oberbergrat in Berlin. 
Dechen war von 1834 bis 1841 Professor für Bergbaukunde an der Universität Berlin.
Er war von 1841 bis 1864 Oberberghauptmann und Leiter des Oberbergamts in Bonn und im Dienst des 1834 gegründeten Eschweiler Bergwerksvereins EBV, für welchen er von 1847 bis 1857 den zentralen Wasserhaltungsschacht für die bis 1891 im Betrieb befindliche Grube Centrum im Eschweiler Stadtteil Pumpe-Stich bauen ließ. Der Schacht wurde ihm zu Ehren „Heinrichsschacht“ genannt. 
1880 ließ er neue Wasserleitungssysteme erbauen, unter anderem in der Stadt Aachen. Auch im Kohlebergbau an der Saar und im Bau früher Eisenbahnen machte er sich verdient. Er schied 1864 als wirklicher Geheimer Rat aus dem Staatsdienst aus, um sich der Erstellung einer geologischen Karte des Rheinlands und Westfalens zu widmen. Damit war er 1855 beauftragt worden; bis 1884 erstellte er hierzu 35 Blätter im Maßstab 1:80000. Das Ergebnis dieser jahrzehntelangen Arbeit war somit die erste geologische Karte eines größeren zusammenhängenden Gebiets in Westdeutschland. Begonnen hatte er mit der Arbeit dazu schon als Referendar in Berlin 1825. 
1850 war er Mitglied des Volkshauses des Erfurter Unionsparlaments.
Von 1847 bis zu seinem Tode war er Vorsitzender des Naturhistorischen Vereins der Rheinlande und Westfalens in Bonn. Er war Mitglied der Gesellschaft Deutscher Naturforscher und Ärzte und wurde im Jahr 1854 zum Mitglied der Leopoldina gewählt. 1875 wurde er als assoziiertes Mitglied in die Académie royale des Sciences, des Lettres et des Beaux-Arts de Belgique aufgenommen. Seit dem 31. Mai 1887 war er korrespondierendes Mitglied der Académie des sciences. Auch der Universalgelehrte Alexander von Humboldt schätzte Dechens geologische Arbeiten und unternahm mit ihm und wenigen Freunden 1845 die letzte naturkundliche Exkursion seines Lebens in der Nähe von Manderscheid.
Spätestens ab 1861 bewohnte er eine Villa am Bonner Rheinufer, die vermutlich nach einem Entwurf von Christian von der Emden entstanden war und 1952 für das Collegium Albertinum abgebrochen wurde. Das Grab von Ernst Heinrich von Dechen befindet sich auf dem Alten Friedhof in Bonn.
Von 1838 bis 1855 gab er mit Carl Karsten das Archiv für Mineralogie, Geognosie, Bergbau und Hüttenkunde heraus.
1852 beschrieb er im Siebengebirge erstmals Löß.

### Familie
Sein Vater war der Geheimrat Theodor von Dechen (1768–1826). Seine Mutter war dessen Ehefrau Elisabeth Martinet (1773–1859), Tochter des Berliner Uhrmachers Augustin Martinet (1742–1812). Sein Bruder Theodor von Dechen (1794–1860) war preußischer Generalmajor.
Ernst Heinrich von Dechen heiratete 1828 Luise Gerhard (* 7. März 1799; † 11. August 1838), Tochter des preußischen Oberberghauptmanns und Leiters des Berg-, Hütten- und Salinenwesens Johann Carl Ludewig Gerhard (1768–1835) und der Ernestine Friederike Scharlow. Dechen hatte mit seiner Frau einen Sohn und drei Töchter:
- Sophie Henriette Caroline (* 16. September 1831; † 5. August 1864) ⚭ 16. Juni 1862 Albert von Viebahn (* 7. Januar 1822) Baumeister in Soest
- Elisabeth (* 29. November 1833) ⚭ 1859 Max von dem Borne (1826–1894) Fischzuchtpionier
- Ernestine Henriette Caroline (*  18. Juni 1837; † 22. Juni 1850)
- Theodor Ludwig Gerhard (* 25. Juli 1838; † 27. März 1869) Gerichtsassessor

## Publikationen
- Geognostische Umrisse der Rheinlande (mit v. Öynhausen und Laroche, Berl. 1825, 2 Bde.).
- Geognostische Karte der Rheinlande (mit denselben, das. 1825)
- Geognostische Übersichtskarte von Deutschland, England, Frankreich und den Nachbarländern (das. 1839, 2. Bearbeitung 1869).
- Die Feldspath-Porphyre in den Lenne-Gegenden und Das Vorkommen des Rotheisensteins und der damit verbundenen Gebirgsarten in der Gegend von Brilon (1845).
- Sammlung der Höhenmessungen in der Rheinprovinz Henry & Cohen, Bonn 1852. (Digitalisat)
- Geognostische Führer in das Siebengebirge (das. 1852, 2. Bearbeitung 1861), zur Vulkanreihe der Vordereifel (das. 1861, 2. Aufl. 1885), zum Laacher See (das. 1864).
- Orographische-Geognostische Übersicht des Regierungsbezirks Aachen. Aachen 1866 (Digitalisat).
- Erläuterungen zur Geologischen Karte der Rheinprovinz  und der Provinz Westphalen, sowie einiger angrenzenden Gegenden. Band 1: Orographische und Hydrographische Übersicht, A. Henry, Bonn 1870 (Digitalisat).
- Die nutzbaren Mineralien und Gebirgsarten im Deutschen Reiche, nebst einer physiographischen und geognostischen Uebersicht des Gebietes. Reimer, Berlin 1873. (Digitalisat)

Dechen leitete auch die amtliche geognostische Untersuchung der Rheinprovinz und Westfalens, als deren Resultat die Geologische Karte von 1855 bis 1865 in 34 Sektionen erschien, dazu Erläuterungen (Bonn 1870–84, 2 Bde.). 
Im Auftrag der Deutschen Geologischen Gesellschaft gab er die Geologische Karte von Deutschland (Berl. 1869, 2 Blätter, mit Text) heraus.

## Ehrungen

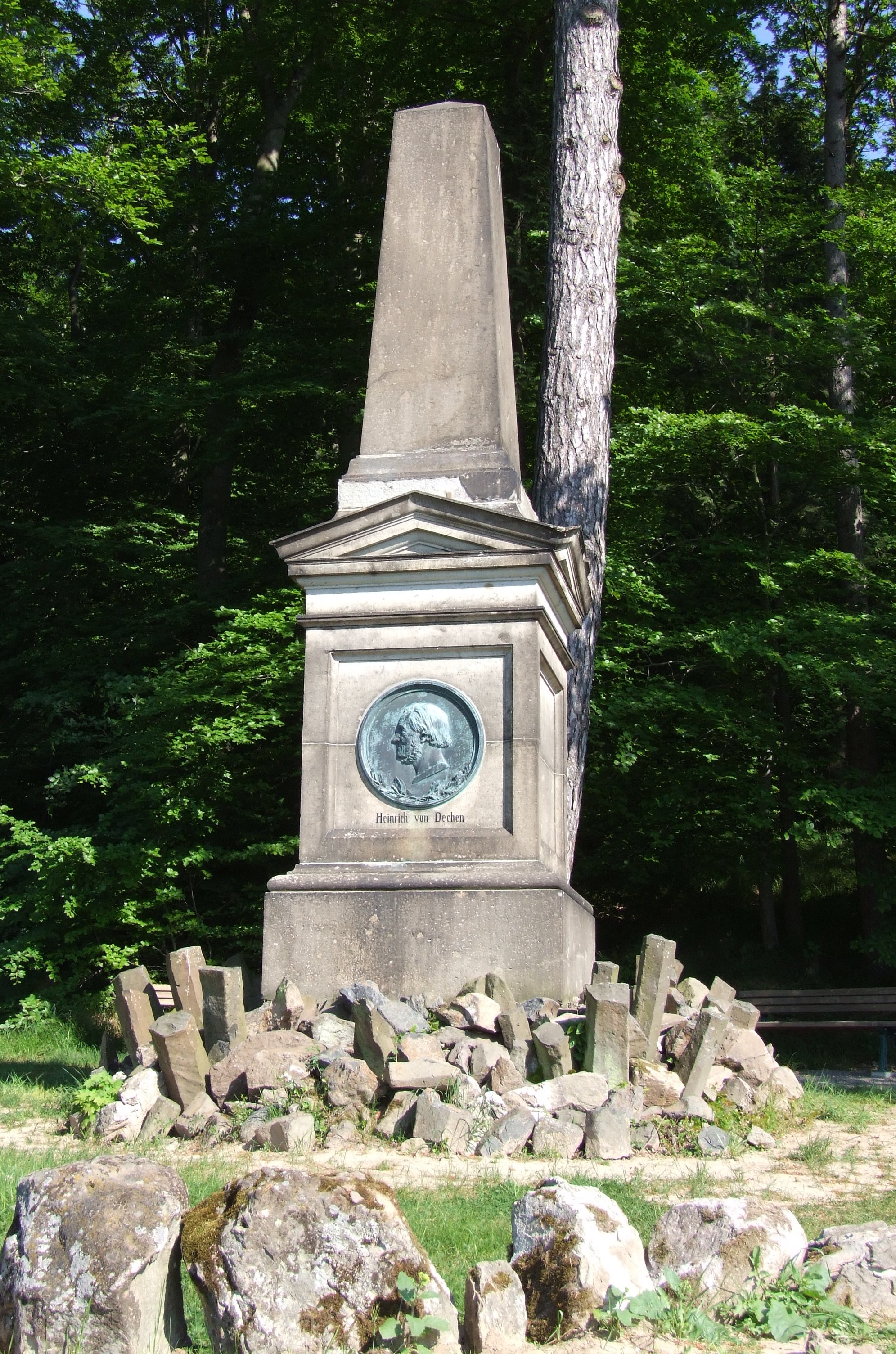
Denkmal für Heinrich von Dechen in Königswinter

Die Stadt Aachen verlieh von Dechen 1880 die Ehrenbürgerschaft wegen seiner Erfindungen und der Erhaltung der Thermalquellen der Stadt. 1869 wurde er Ehrenmitglied des Vereins für vaterländische Naturkunde in Württemberg. Der Verein Deutscher Ingenieure (VDI) ernannte ihn 1875 zum Ehrenmitglied. 1881 wurde er zum Ehrenmitglied des Nassauischen Vereins für Naturkunde ernannt.
1898 benannte Eschweiler den zum „Heinrichsschacht“ beim Eschweiler Stadtwald führenden Weg (heute eine Straße) ihm zu Ehren „Heinrichsweg“. Auf Wunsch des Eschweiler Bergwerksvereins wurde 1902 auch die „Heinrichsallee“ in der Eschweiler Bergarbeitersiedlung „Colonie Wilhelmine zu Stich“ nach ihm benannt. 1996 wurde ein Teilstück des „Heinrichswegs“ in „Am Heinrichsschacht“ umbenannt, womit von Dechen in einer Gemeinde mit insgesamt drei Straßennamen bedacht wurde. 
In Bonn ist in der Weststadt die „Dechenstraße“ nach ihm benannt worden, die eine kurze Verbindung zwischen der Baumschulallee und deren Parallelstraße, der Quantiusstraße, bildet.
Bei Neunkirchen im Saarland trug ein Bergwerk seinen Namen. Die Grube Dechen lag südwestlich von Neunkirchen, im Stadtteil Heinitz, und war zumindest vorübergehend ein eigenständiges Bergwerk.
Aufgrund seiner Verdienste als Berater beim Bau der Eifelbahn wurde deren Tunnel bei Kyllburg Dechen-Tunnel genannt.
Auch die Dechenhöhle in Iserlohn (nördliches Sauerland) trägt ihren Namen zu Ehren von Dechen, da er sich um die Geologie Rheinland-Westfalens so verdient gemacht hatte. Er war einer von zahlreichen Naturforschern, welche die Höhle nach ihrer Entdeckung durch zwei Eisenbahnarbeiter besuchten.
Am 25. Mai 1892 wurde ihm in Königswinter auf halbem Weg zwischen der Hirschburg und dem Drachenfels ein sieben Meter hohes Denkmal aus Drachenfelser Trachyt errichtet. Eingelassen ist ein Bronzerelief, das seine Büste im Profil zeigt. Errichtet wurde es vom Verschönerungsverein für das Siebengebirge (VVS), dessen erster Vorsitzender von Dechen vom 9. April 1870 bis zu seinem Tod war. 
Der Naturhistorische Verein der Rheinlande und Westfalens änderte 1935 zu seinen Ehren den Namen der seit Mitte des 19. Jahrhunderts erscheinenden Vereinszeitschrift zu Decheniana.
1935 wurde der Mondkrater Dechen nach ihm benannt. Das Mineral Vondechenit und mehrere Fossilarten sind nach ihm benannt.